# Перді (Вашингтон)
Перді (англ. Purdy) — переписна місцевість (CDP) в США, в окрузі Пірс штату Вашингтон. Населення — 1668 осіб (2020).

## Географія
Перді розташоване за координатами 47°23′48″ пн. ш. 122°36′17″ зх. д. / 47.39667° пн. ш. 122.60472° зх. д. (47.396531, -122.604639).  За даними Бюро перепису населення США в 2010 році переписна місцевість мала площу 6,08 км², з яких 6,07 км² — суходіл та 0,01 км² — водойми.

## Демографія
Згідно з переписом 2010 року, у переписній місцевості мешкали 1544 особи в 665 домогосподарствах у складі 437 родин. Густота населення становила 254 особи/км².  Було 718 помешкань (118/км²).
Расовий склад населення:
| - 92,4 % — білих - 1,3 % — азіатів - 0,6 % — чорних або афроамериканців - 0,5 % — корінних американців - 0,3 % — вихідців з тихоокеанських островів |

До двох чи більше рас належало 4,1 %. Частка іспаномовних становила 4,5 % від усіх жителів.
За віковим діапазоном населення розподілялося таким чином: 19,7 % — особи молодші 18 років, 58,9 % — особи у віці 18—64 років, 21,4 % — особи у віці 65 років та старші. Медіана віку мешканця становила 45,9 року. На 100 осіб жіночої статі у переписній місцевості припадало 95,4 чоловіків;  на 100 жінок у віці від 18 років та старших — 93,8 чоловіків також старших 18 років.
Середній дохід на одне домашнє господарство  становив 62 780 доларів США (медіана — 39 574), а середній дохід на одну сім'ю — 80 525 доларів (медіана — 64 485). За межею бідності перебувало 13,4 % осіб, у тому числі 0,0 % дітей у віці до 18 років та 15,1 % осіб у віці 65 років та старших.
Цивільне працевлаштоване населення становило 423 особи. Основні галузі зайнятості: освіта, охорона здоров'я та соціальна допомога — 44,4 %, роздрібна торгівля — 15,1 %, публічна адміністрація — 8,5 %, фінанси, страхування та нерухомість — 8,3 %.